# Никольское (Бековский район)
Нико́льское — село Ивановского сельсовета Бековского района Пензенской области.

## География
Село Никольское расположено на северо-востоке Бековского района на реке Пяша, в 4 км от административного центра — село Ивановка. Расстояние до районного центра пгт Беково — 16 км.

## История
По исследованиям историка-краеведа Полубоярова М. С., село основано в начале XVIII века служилыми людьми, название связано по церкви с престолом во имя святого Николая Чудотворца. В 1859 году показано как казённое и владельческое село Ивановка (Пяша) при речке Пяше, 304 двора, число жителей мужского пола — 1224, женского — 1221, 2 православные церкви, 6 мельниц. До отмены крепостного права принадлежало помещику Н. Н. Девлет-Кильдееву. В 1911 году — село Никольское (Пяша), центр Никольской волости Сердобского уезда Саратовской губернии, имелась церковь, земская школа , 347 дворов, 2265 приписных душ; 2202 десятины крестьянского посева, в том числе 1544 десятины на надельной земле, 69 — на купленной, 589 — на арендованной, 25 железных плугов, 5 молотилок, 15 веялок. В 1923 году вошло в состав Пяшинской волости Сердобского уезда, на 12 июля 1928 года — центр Никольского сельсовета Бековского района Балашовского округа Нижне-Волжского края (с 30 июля 1930 года Балашовский округ упразднён, район вошёл в Нижне-Волжский край). С 1939 года село вошло в состав вновь образованной Пензенской области. В 1955 году — центр Никольского сельсовета Бековского района Пензенской области, центральная усадьба колхоза «Красный пахарь». В 1968 году село в составе Ивановского сельсовета Бековского района, отделение совхоза «Яковлевский». В 3 км от села расположен курган.

## Население
На 1 января 2004 года — 184 хозяйства, 421 житель; в 2007 году — 395 жителей. На 1 января 2011 года численность населения села составила 325 человек.
| Численность населения по годам, чел. | Численность населения по годам, чел. | Численность населения по годам, чел. | Численность населения по годам, чел. | Численность населения по годам, чел. |
| 1710                                 | 1718                                 | 1811                                 | 1859                                 | 1877                                 |
| ------------------------------------ | ------------------------------------ | ------------------------------------ | ------------------------------------ | ------------------------------------ |
| 38                                   | ↘25                                  | ↗1200                                | ↗2445                                | ↘1690                                |
| 1911                                 | 1926                                 | 1939                                 | 1959                                 | 1979                                 |
| ↗2265                                | ↗2586                                | ↘1500                                | ↘1088                                | ↘846                                 |
| 1989                                 | 1996                                 | 2004                                 | 2007                                 | 2010                                 |
| ↘603                                 | ↘546                                 | ↘421                                 | ↘395                                 | ↘325                                 |

## Инфраструктура
В селе имеются дом культуры, магазин, фельдшерско-акушерский пункт. Село имеет сетевой газ, централизованное водоснабжение.
Через село Никольское проходит автодорога регионального значения с асфальтовым покрытием до трассы Р208.

## Улицы
- Выселская;
- Заречная;
- Зелёная;
- Красная;
- Моряки;
- Нагорная;
- Поливановская;
- Улыбовская;
- Центральная.

## Интересные факты
Осенью 2007 года группа христиан из 35 человек (в том числе 4 детей) ушла в добровольный затвор в пещере на окраине села Никольское в ожидании конца света. Духовным лидером затворников являлся 43-летний Пётр Кузнецов. 16 мая 2008 последние сидельцы (8 мужчин и 1 женщина) покинули своё убежище, не дождавшись конца света.